# 9945 Karinaxavier
9945 Karinaxavier è un asteroide della fascia principale. Scoperto nel 1990, presenta un'orbita caratterizzata da un semiasse maggiore pari a 2,2102177 UA e da un'eccentricità di 0,1486555, inclinata di 5,43746° rispetto all'eclittica.
L'asteroide è dedicato alla brasiliana-statunitense Karina Xavier.